# Jessica Schilder
Jessica Schilder, född 19 mars 1999 i Volendam, är en nederländsk friidrottare som tävlar i kulstötning. Hon tog brons i kulstötning vid inomhus-VM 2022 i Belgrad och VM 2022 i Eugene.

## Karriär

### 2015–2019
Schilder gjorde sin första internationella tävling 2015 då hon tog silver vid European Youth Summer Olympic Festival i Tbilisi efter en stöt på 16,05 meter med en 3 kg-kula. Året därpå tog hon sig till final vid junior-VM i Bydgoszcz och slutade på 12:e plats med en stöt på 14,34 meter. I juli 2017 slutade Schilder på 5:e plats vid junior-EM i Grosseto med en stöt på 15,99 meter. I juli 2018 misslyckades hon i kvalet vid junior-VM i Tammerfors och fick ingen giltig stöt i tävlingen. Året därpå slutade Schilder på 5:e plats vid U23-EM i Gävle med en stöt på 16,51 meter.

### 2020–2021
Under 2020 stötte Schilder för första gången över 18 meter. I mars 2021 vid inomhus-EM i Toruń slutade hon på 5:e plats med en stöt på 18,69 meter. Det var ett nytt personbästa för Schilder som samtidigt även klarade den olympiska kvalgränsen på 18,50 meter. I juli 2021 tog hon guld vid U23-EM i Tallinn med en stöt på 18,11 meter. Senare samma månad tävlade Schilder för Nederländerna vid OS i Tokyo. Hon slutade på 11:e plats i sin grupp (totalt 19:e plats) i kultävlingen med en stöt på 17,74 meter och gick inte vidare till finalen.

### 2022
Den 13 februari 2022 slog Schilder det nederländska inomhusrekordet med en stöt på 19,26 meter. Det var en höjning på 29 centimeter från Corrie de Bruins gamla rekord från 1998. Sex dagar senare förbättrade hon sitt rekord ytterligare efter en stöt på 19,72 meter, vilket var en förbättring på ytterligare 46 centimeter. Senare samma månad tog Schilder sitt tredje raka guld vid nederländska inomhusmästerskapen efter en stöt på 19,35 meter. Den 12 mars 2022 satte hon även ett nytt nederländskt utomhusrekord vid Europacupen i kast i Leiria. Stöten var på 18,89 meter och var en förbättring av Corrie de Bruins rekord från 1998 med 2 centimeter. Sex dagar senare tog hon brons i kultävlingen vid inomhus-VM i Belgrad efter en stöt på 19,48 meter.
I juni 2022 vid Fanny Blankers-Koen Games förbättrade Schilder sitt nationsrekord till 19,17 meter. Senare under samma månad förbättrade hon sitt nationsrekord ytterligare tre gånger: 19,19 meter i tjeckiska Kladno, 19,46 meter vid Bislett Games och slutligen 19,68 meter vid nederländska mästerskapen i Apeldoorn, där hon tog sitt tredje raka guld. Följande månad tävlade Schilder vid VM i Eugene, där hon tog brons i kultävlingen och återigen förbättrade sitt nationsrekord till 19,77 meter. Schilder blev då den första nederländska kvinnan genom tiderna att ta en VM-medalj i kula. I augusti 2022 vid EM i München tog Schilder Nederländernas första EM-guld genom tiderna i kulstötning samt förbättrade sitt nederländska rekord med mer än 40 centimeter efter en stöt på 20,24 meter.

### 2023
I februari 2023 tog Schilder sitt fjärde raka guld vid nederländska inomhusmästerskapen i Apeldoorn. Följande månad slutade hon på femte plats i kultävlingen vid europeiska inomhusmästerskapen i Istanbul. I juli 2023 tog Schilder sitt fjärde raka guld vid nederländska mästerskapen i Breda. Följande månad tävlade hon vid VM i Budapest och slutade på åttonde plats.

## Tävlingar

### Internationella
| År                         | Tävling                                | Plats                      | Placering                  | Gren                       | Distans                    |
| Tävlande för Nederländerna | Tävlande för Nederländerna             | Tävlande för Nederländerna | Tävlande för Nederländerna | Tävlande för Nederländerna | Tävlande för Nederländerna |
| -------------------------- | -------------------------------------- | -------------------------- | -------------------------- | -------------------------- | -------------------------- |
| 2015                       | European Youth Summer Olympic Festival | Tbilisi                    | 2:a                        | Kulstötning (3 kg)         | 16,05 m                    |
| 2016                       | Juniorvärldsmästerskapen               | Bydgoszcz                  | 12:e                       | Kulstötning                | 14,34 m                    |
| 2017                       | Junioreuropamästerskapen               | Grosseto                   | 5:e                        | Kulstötning                | 15,99 m                    |
| 2018                       | Juniorvärldsmästerskapen               | Tammerfors                 | –                          | Kulstötning                | Ingen giltig stöt          |
| 2019                       | U23-europamästerskapen                 | Gävle                      | 5:e                        | Kulstötning                | 16,51 m                    |
| 2021                       | Europeiska inomhusmästerskapen         | Toruń                      | 5:e                        | Kulstötning                | 18,69 m                    |
| 2021                       | U23-europamästerskapen                 | Tallinn                    | 1:a                        | Kulstötning                | 18,11 m                    |
| 2021                       | Olympiska sommarspelen                 | Tokyo                      | 19:e (kval)                | Kulstötning                | 17,74 m                    |
| 2022                       | Europacupen i kast                     | Leiria                     | 2:a                        | Kulstötning                | 18,89 m                    |
| 2022                       | Inomhusvärldsmästerskapen              | Belgrad                    | 3:e                        | Kulstötning                | 19,48 m                    |
| 2022                       | Världsmästerskapen                     | Eugene                     | 3:e                        | Kulstötning                | 19,77 m 0NR0               |
| 2022                       | Europamästerskapen                     | München                    | 1:a                        | Kulstötning                | 20,24 m 0NR0               |
| 2023                       | Europeiska inomhusmästerskapen         | Istanbul                   | 5:e                        | Kulstötning                | 18,21 m                    |
| 2023                       | Världsmästerskapen                     | Budapest                   | 8:e                        | Kulstötning                | 19,26 m                    |
| 2024                       | Inomhusvärldsmästerskapen              | Glasgow                    | 5:e                        | Kulstötning                | 19,37 m                    |
| 2024                       | Europamästerskapen                     | Rom                        | 1:a                        | Kulstötning                | 18,77 m                    |
| 2024                       | Olympiska sommarspelen                 | Paris                      | 6:e                        | Kulstötning                | 18,91 m                    |
| 2025                       | Europeiska inomhusmästerskapen         | Apeldoorn                  | 1:a                        | Kulstötning                | 20,69 m 0NR0               |
| 2025                       | Inomhusvärldsmästerskapen              | Nanjing                    | 2:a                        | Kulstötning                | 20,07 m                    |

### Nationella
| - Nederländska friidrottsmästerskapen (utomhus): - 2017: Silver – Kulstötning (16,24 meter, Utrecht) - 2018: Silver – Kulstötning (15,70 meter, Utrecht) - 2019: Brons – Kulstötning (16,14 meter, Haag) - 2020: Guld – Kulstötning (18,27 meter, Utrecht) - 2021: Guld – Kulstötning (18,77 meter, Breda) - 2022: Guld – Kulstötning (19,68 meter, Apeldoorn) - 2023: Guld – Kulstötning (19,35 meter, Breda) - 2024: Guld – Kulstötning (19,79 meter, Hengelo) | - Nederländska friidrottsmästerskapen (inomhus): - 2018: Brons – Kulstötning (16,03 meter, Apeldoorn) - 2019: Brons – Kulstötning (15,84 meter, Apeldoorn) - 2020: Guld – Kulstötning (17,61 meter, Apeldoorn) - 2021: Guld – Kulstötning (18,19 meter, Apeldoorn) - 2022: Guld – Kulstötning (19,35 meter, Apeldoorn) - 2023: Guld – Kulstötning (19,22 meter, Apeldoorn) - 2024: Guld – Kulstötning (20,31 meter, Apeldoorn) - 2025: Guld – Kulstötning (20,19 meter, Apeldoorn) |

## Personliga rekord
| Utomhus - Kulstötning – 20,33 m (Hengelo, 7 juli 2024) 0NR0 - Diskuskastning – 44,77 m (Haarlem, 7 maj 2017) | Inomhus - Kulstötning – 20,69 m (Apeldoorn, 9 mars 2025) 0NR0 |